# 串田嘉男
串田 嘉男（くしだ よしお、1957年9月19日 - ）は、日本のアマチュア天文家。東京都八王子市出身。東京都立神代高等学校卒業。
FM電波を用いた流星エコーの観測中に流星によるものとは別の電波の変動があることを発見し、地震活動との関連が考えられるとして観測・研究を独自に行っている。
夫人の串田麗樹も著名なアマチュア天文家である。

## 新天体の発見
八ヶ岳南麓天文台から2005年までに以下の天体を発見している。

### 彗星
- 串田彗星 (144P/Kushida)
- 串田・村松彗星 (147P/Kushida-Muramatsu)

### 小惑星
(4875) インガルス、(5405) ネバーランド、(5473) 山梨、(6612) 八王子、(6868) 上田誠也、(10566) ZABADAK、(11528) 美絵、(26829) 境保育園を含めた56個の小惑星を発見した。
また、彼の名前にちなんで命名された小惑星 (5605) 串田も存在する（発見者は大友哲）。

## 地震予知研究
FM電波を用いた流星エコーによる地震予知研究いわゆる串田法により地震予知を行っている。上空電離層の異常によりFM電波が異常伝播することが地震の前兆現象として地震予知に利用できる可能性を示唆したことは最大の発見であり功績であるが、実際の地震予知的中率は低かった。
気象庁が調べた2001年から2003年のM6以上の地震では、52件中3件の的中であり、防災情報としては役に立つレベルではないとされた。これは使用する機器がFM受信機という正規の測定機器ではなかったことが最大の原因と考えられ、そのために観測結果が定量的な測定記録として利用できないことが問題であった。
現在では電界強度計などを用いたダイナミックレンジの広い測定方法により上空電離層異常と地震との相関が研究されており、早川正士電通大名誉教授をはじめとして複数の有力な地震予知研究が行われている。

## 著書
- 『みつけたぞ!ボクらの星 - 天文台にかけた夢』（『ポプラ・ノンフィクション』41）、ポプラ社、1989年8月。ISBN 4-591-02988-3
- 『地震予報に挑む』（『PHP新書』124）、PHP研究所、2000年9月。ISBN 4-569-61258-X
- 『地震予報』（『PHP新書』833）、PHP研究所、2012年11月。ISBN 4-569-79806-3

## 論文
- 串田嘉男. "地震予知は可能か (特集 現代の科学論争)." 日経サイエンス 31.11 (2001): 40-46.
- 串田嘉男. "VHF 電波観測による地震予知." パリティ (1995).
- 串田嘉男. "9 月 20 日 関東で M5. 7 の地震発生!! FM 電波がとらえた地震 「前兆現象」(地震列島ニッポン)." 週刊朝日 108.47 (2003): 26-28.
- 串田嘉男, 芳野滋. "時代のカタリスト (25) 電離層が囁くとき--串田嘉男氏." JMA マネジメントレビュ- 11.1 (2005): 28-32.